# Traiettoria iperbolica

La figura mostra diversi tipi di traiettorie. Quella iperbolica è indicata in blu.

In astrodinamica e in meccanica celeste una traiettoria iperbolica è un'orbita con eccentricità maggiore di 1. Sotto le ipotesi standard, un corpo che viaggia lungo una traiettoria iperbolica arriverà all'infinito con una velocità relativa al corpo centrale (centro della forza centrale) non nulla. Analogamente alle traiettorie paraboliche, quelle iperboliche sono orbite di fuga. L'energia specifica di una traiettoria iperbolica è positiva.

## Parametri che definiscono una traiettoria iperbolica
Come vale per l'orbita ellittica, una traiettoria iperbolica per un dato sistema può essere definita (ignorando l'orientazione) dal suo semiasse maggiore e dall'eccentricità. Tuttavia con una traiettoria iperbolica possono essere utili anche altri parametri per comprendere il moto di un corpo. La seguente tabella elenca i parametri principali che descrivono il percorso di un corpo che segue una traiettoria iperbolica intorno a un altro sotto le ipotesi standard.
| Elemento                                                                          | Simbolo                            | Formula                                    | usando {\displaystyle v_{\infty }} (o {\displaystyle a}), e {\displaystyle b}            |
| --------------------------------------------------------------------------------- | ---------------------------------- | ------------------------------------------ | ---------------------------------------------------------------------------------------- |
| Costante gravitazionale planetaria                                                | {\displaystyle \mu \,}             | {\displaystyle {\frac {v^{2}}{(2/r-1/a)}}} | {\displaystyle bv_{\infty }^{2}\cot \theta _{\infty }}                                   |
| Eccentricità orbitale (>1)                                                        | {\displaystyle e}                  | {\displaystyle {\frac {\ell }{r_{p}}}-1}   | {\displaystyle {\sqrt {1+b^{2}/a^{2}}}}                                                  |
| Semiasse maggiore (<0)                                                            | {\displaystyle a\,\!}              | {\displaystyle 1/(2/r-v^{2}/\mu )}         | {\displaystyle -\mu /v_{\infty }^{2}}                                                    |
| Velocità di eccesso iperbolico                                                    | {\displaystyle v_{\infty }}        | {\displaystyle {\sqrt {-\mu /a}}}          |                                                                                          |
| Angolo tra gli asintoti (esterno)                                                 | {\displaystyle 2\theta _{\infty }} | {\displaystyle 2\sin ^{-1}(-1/e)}          | {\displaystyle \pi +2\tan ^{-1}(b/a)}                                                    |
| Angolo tra gli asintoti e l'asse coniugato del tratto di avvicinamento iperbolico | {\displaystyle 2\nu }              | {\displaystyle 2\theta _{\infty }-\pi }    | {\displaystyle 2\sin ^{-1}{\bigg (}{\frac {1}{(1+r_{p}*v_{\infty }^{2}/\mu )}}{\bigg )}} |
| Parametro di impatto (semiasse minore)                                            | {\displaystyle b}                  | {\displaystyle -a{\sqrt {e^{2}-1}}}        | {\displaystyle }                                                                         |
| Semilato retto                                                                    | {\displaystyle \ell }              | {\displaystyle a(1-e^{2})}                 | {\displaystyle -b^{2}/a=h^{2}/\mu }                                                      |
| Distanza al periapside                                                            | {\displaystyle r_{p}}              | {\displaystyle a(1-e)}                     | {\displaystyle {\sqrt {a^{2}+b^{2}}}+a}                                                  |
| Energia orbitale specifica                                                        | {\displaystyle \varepsilon }       | {\displaystyle \mu /2a}                    | {\displaystyle v_{\infty }^{2}/2}                                                        |
| Momento angolare specifico                                                        | {\displaystyle h}                  | {\displaystyle {\sqrt {\mu \ell }}}        | {\displaystyle bv_{\infty }}                                                             |

### Velocità d'eccesso iperbolico
Sotto le ipotesi standard, un corpo che si muove lungo una traiettoria iperbolica arriverà all'infinito con una velocità orbitale chiamata velocità di eccesso iperbolico {\displaystyle v_{\infty }} che può essere calcolata come:
{\displaystyle v_{\infty }={\sqrt {\mu  \over {a}}}}
dove:
- {\displaystyle \mu } è la costante gravitazionale planetaria,
- {\displaystyle a} è la lunghezza del semiasse maggiore dell'iperbole dell'orbita.

L'eccesso iperbolico può anche essere espresso tramite l'energia caratteristica come:
{\displaystyle C_{3}=v_{\infty }^{2}}

### Energia
Sotto le ipotesi standard, l'energia orbitale specifica ({\displaystyle \varepsilon }) di una traiettoria iperbolica è maggiore di zero e l'equazione della conservazione dell'energia orbitale prende la forma:
{\displaystyle \varepsilon ={v^{2} \over 2}-{\mu  \over {r}}={\mu  \over {2a}}}
dove:
- {\displaystyle v} è la velocità orbitale del corpo orbitante,
- {\displaystyle r} è la distanza radiale del corpo orbitante dal corpo centrale,
- {\displaystyle a}  è la lunghezza del semiasse maggiore,
- {\displaystyle \mu }  è la costante gravitazionale planetaria.

## Velocità
Sotto le ipotesi standard, la velocità orbitale ({\displaystyle v}) di un corpo che si muove lungo una traiettoria iperbolica si ottiene come:
{\displaystyle v={\sqrt {2\mu \left({1 \over {r}}+{1 \over {2a}}\right)}}}
dove:
- {\displaystyle \mu } è la costante gravitazionale planetaria,
- {\displaystyle r} è la distanza radiale del corpo orbitante dal corpo centrale,
- {\displaystyle a} è la lunghezza (negativa) del semiasse maggiore.

Sotto le ipotesi standard, in ogni posizione dell'orbita, tra velocità orbitale ({\displaystyle v}), velocità di fuga locale ({\displaystyle {v_{esc}}}) ed eccesso iperbolico ({\displaystyle v_{\infty }}) vale la seguente relazione:
{\displaystyle v^{2}={v_{esc}}^{2}+{v_{\infty }}^{2}}
Questo significa che una delta-v poco al di sopra di quella necessaria ad accelerare alla velocità di fuga, provoca una velocità all'infinito relativamente grande.